# 1306 w polityce

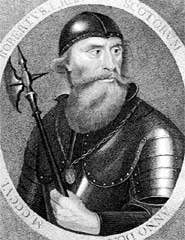
Robert I Bruce, król Szkocji

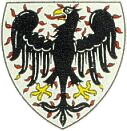
Herb Przemyślidów

Wydarzenia polityczne w 1306 roku.

## Wydarzenia
- 21 marca Robert I Bruce[1][2] zostaje królem Szkocji.
- 4 sierpnia ginie Wacław III[3]. Tym samym wygasa dynastia Przemyślidów na tronie czeskim.
- lipiec, Filip IV Piękny skonfiskował majątki żydowskie i wypędził Żydów z domeny królewskiej[4][5][6].
- grudzień, Władysław I Łokietek opanował Pomorze Gdańskie[7].